# Johannes Andreas Paravicini

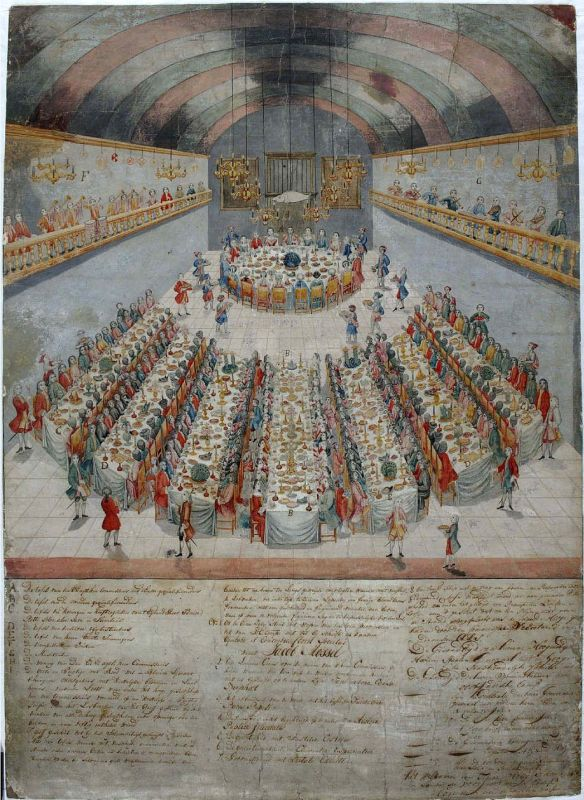
Johannes Andreas Paravicini afgebeeld als commissaris aan het hoofd van een feestelijke maaltijd met de vorsten, rijksbestuurders en hoofdregenten van Groot-Timor en de omliggende eilanden Roti, Solor, Alor, Savo en Sumawa (Sumba)

Johannes Andreas Paravicini (ook Johannes Bartholomeus Paravicini, Barcelona, 24 november 1710 - Stenay, Lotharingen, 17 oktober 1771) was een gezant van de Vereenigde Oostindische Compagnie (VOC). Op het Zuid-Oost Aziatische eiland Timor zorgde hij, door het aangaan van verdragen met plaatselijke heersers, voor Nederlandse koloniale heerschappij over het grootste deel van het westen van het eiland.

## Batavia
Paravicini werd geboren als zoon van Johannes Paravicini (lid van de familie Paravicini di Capelli), een kapitein in Spaanse dienst, en Maria Ellenberger (of Ohleberger) uit Altenburg, toen in Saksen. Paravicini verbrak op ongeveer 15-jarige leeftijd het contact met zijn familie en verhuisde naar Amsterdam. Hij trad in dienst van de Verenigde Oost-Indische Compagnie, aanvankelijk als ziekentrooster voor soldaten. In 1746 werkte hij als makelaar en van 1749 tot 1752 als ‘commissaris van de zee- en commissiezaken’ in Batavia. Vanaf 1754 was Paravicini aldaar opperkoopman, Sjahbandar (een post in de havenadministratie) en 'licentiemeester voor alle christenen'. Vanwege zijn ervaring met zieken adviseerde hij de gouverneur-generaal Jacob Mossel over gezondheidskwesties, Batavia had namelijk een zeer slechte reputatie vanwege de daar heersende malaria.

## Afgezant VOC
Paravicini werd door gouverneur-generaal  Mossel als afgezant ('commissaris') naar de sultanaten van Palembang en Banjarmasin uitgezonden. Daarna werd hij gezant namens de VOC om te bemiddelen in het geschil met Portugal over de heerschappij over de eilanden rond Timor, dat zijn hoogtepunt had bereikte in de slag bij Penfui. Op Timor en naburige eilanden slaagde hij erin om de belangrijkste inheemse autoriteiten (de zogenaamde 'liurais') samen te brengen in een gemeenschappelijke vergadering, waarin op 9 juni 1756 een protectoraatcontract werd ondertekend, dat later bekend zou staan als het Paravicini-verdrag, waarin de Nederlandse heerschappij over de regio werd erkend. In ruil voor bescherming en erkenning van gelijkberechtigheid tussen europeanen en inheemsen, verbond deze overeenkomst 48 'inlandse' leiders van de eilanden Solor, Roti, Savoe, Soemba en een groot deel van de westelijke regio van het eiland Timor. Dit verdrag zou uiteindelijk de Nederlandse aanwezigheid op de kleine Soenda eilanden garanderen en, na een lang diplomatiek geschil dat pas werd afgesloten met het verdrag van Lissabon (1859), legde het de grenzen vast van de huidige staat Oost-Timor. 
Na zijn terugkeer van Java, trouwde Paravicini op 12 maart 1766 in Eislingen (Württemberg) met Marianne de Lambert, dochter van een kapitein in het Pruisische leger. Hij stierf op 17 oktober 1771 in Stenay (Lotharingen), zonder nakomelingen